# Denhamia parvifolia
Denhamia parvifolia är en benvedsväxtart som beskrevs av L. S. Smith. Denhamia parvifolia ingår i släktet Denhamia och familjen Celastraceae. Inga underarter finns listade.